# Station Myszków Światowit
Station Myszków Światowit is een spoorwegstation in de Poolse plaats Myszków.